# Сева Ванита армии Шри-Ланки
Сева Ванита армии Шри-Ланки англ. Sri Lanka Army Sevavanitha Branch — организация при армии Шри-Ланки, занимающаяся благотворительной деятельностью.

## История
Организация была создана 12 июля 1984 года. Первым президентом Сева Ванита армии Шри-Ланки была Соня Вииратунге. За последующие годы сменилось 11 президентов организации. В 1999 году была проведена децентрализация организации, так как лавинообразный рост армии в связи с эскалацией гражданской войны опережал возможности организации. С этого времени в каждом полку или отдельном корпусе появляется своя женская организация, возглавляемая женой командира подразделения. В большинстве случаев они называются подразделениями Сева Ванита при соответствующем подразделении армии, хотя есть и женский клуб бронетанкового корпуса и др. На сегодняшний день существуют 22 подразделения головной организации. Концепция полкового клуба себя оправдала, так как на этом уровне точнее видны потребности и хватает средств для их удовлетворения.

## Цели
Основной целью организации заявлена забота о семьях героев войны, отдавших жизнь за свою страну, а также о семьях героев войны, которые пропали без вести в действующей армии и раненых при защите суверенитета и территориальной целостности Родины. Кроме этого, под опекой организации находятся и семьи военнослужащих в действующей армии.

## Президент организации
Согласно уставу организации президентом является жена командующего армией Шри-Ланки. Первым президентом Сева Ванита армии Шри-Ланки была Соня Вииратунге. За последующие годы сменилось 11 президентов организации. Сейчас президентом является Манджулика Джаясурия.
Список президентов:
| Президент организации | Начало полномочий | Конец полномочий |
| --------------------- | ----------------- | ---------------- |
| Соня Вииратунге       | 12 июля 1984      | 11 февраля 1985  |
| Мала Сеневиратне      | 12 февраля 1985   | 15 августа 1988  |
| Ира Ванасинге         | 16 августа 1988   | 15 ноября 1991   |
| Тилака Вайдаяратна    | 16 ноября 1991    | 31 декабря 1993  |
| Лалита Де Сильва      | 1 января 1994     | 30 апреля 1996   |
| Джаянти Далуватта     | 1 мая 1996        | 15 декабря 1998  |
| Дилхани Виирасурия    | 16 декабря 1998   | 24 августа 2000  |
| Джнана Балагалле      | 25 августа 2000   | 30 июня 2004     |
| Соня Коттегода        | 1 июля 2004       | 5 декабря 2005   |
| Анома Фонсека         | 6 декабря 2005    | 15 июля 2009     |
| Манджулика Джаясурия  | 16 июля 2009      | наст. время      |

## Членство
Устав Сева Ванита армии предусматривает членство в этой организации жён офицеров армии, а также офицеров-женщин. Исполнительный комитет состоит из президента, вице-президента, секретаря, казначея и специалиста по связям с общественностью. Кроме этого, существует рабочий комитет, состоящий из членов организации, который поддерживает исполнительный комитет в реализации его целей.

## Финансирование
Сева Ванита армии Шри-Ланки занимается сбором денежных средств путём проведения музыкальных шоу, игр, кампаний по распространению сувенирной продукции; кроме этого, организует новогодние ярмарки, на которых семьи военнослужащих могут приобрести товары по льготным ценам. Свой вклад делают сотни благотворителей, вносящих деньги на счёт организации.

## Главные проекты

### Начальные школы
Было построено 6 школ и 2 детских центра дошкольного образования на территории военных баз для детей военнослужащих. На 2012 год в них обучалось около 500 детей.

### Дома
Было построено 144 дома для вдов и родителей военнослужащих, погибших при исполнении воинского долга, в 5 деревнях героев войны.

### Материальная помощь
Выплачиваются стипендии детям, покупаются костыли, протезы и инвалидные коляски инвалидам войны. Оказывается денежная помощь нуждающимся среди опекаемых.

### Помощь раненым и инвалидам
Кроме материальной стороны дела, организация оказывает духовную поддержку раненым на всём протяжении лечения, с дежурствами, проведением религиозных обрядов, проведением музыкальных представлений, визитами знаменитостей Шри-Ланки (звёзд спорта и кино), небольшими рукодельными подарками от членов организации и подшефных школ.

### Магазины для военных и ветеранов
Организация занимается магазинами, которые расположены в военных городках и продают товары по льготным ценам. Также именно Сева Ванита занимается снабжением армии хлебобулочными и кондитерскими изделиями.

### Стипендии на образование
К 2012 году уже 2000 детей получили стипендии Сева Ванита для получения образования.

### Помощь пострадавшим отцунами 26 декабря 2004 года
Кроме помощи опекаемым группам населения организация помогала как денежными пособиями, так и вещами, оказанием медицинской, психологической и другой помощи жертвам цунами.

### Курсы для военнослужащих и членов их семей
Сева Ванита проводит ряд курсов, для того чтобы военнослужащие после окончания службы и члены их семей овладели навыками, которые помогут им прокормить себя и своих детей. В рамках этой программы дети героев войны обучаются работе с компьютерной техникой, а жёны — работе на швейных машинках, которые также им дарит Сева Ванита.

## Молодёжная организация

Существует дочерняя молодёжная организация — Молодёжное подразделение Сева Ванита англ. Seva Vanitha junior club, также известная как Viru Daru. Она была создана 24 сентября 2011 года по инициативе президента Сева Ванита Манджулики Джаясурия. Основной целью было объявлено объединение всех детей военнослужащих армии Шри-Ланки в одну организацию для более плодотворного развития и воспитания. Согласно уставу в организацию могут вступать дети военнослужащих в возрасте от 10 до 23 (крайний срок членства) лет. Виру Дару поддерживает родительскую организацию в проведении как мероприятий по сбору средств, так и благотворительных мероприятий. Проводятся образовательные семинары, проводится работа с детьми погибших и инвалидов. Президентом организации на 2012 год является Дешани Джаясурия, являющаяся дочерью Джагата Джаясурия, однако в уставе не прописано, что ребёнок командующего армии будет являться президентом организации.

## Проект «Храброе сердце»

Сева Ванита при поддержке командующего армии инициировала и проводит в жизнь проект «Храброе сердце», целью которого является оказание полного пожизненного ухода за военными-инвалидами, которые имеют очень большие повреждения организма. Таковых к началу проекта насчитывалось порядка 300 человек, среди которых были инвалиды с повреждениями спинного мозга, речи, слуха и прочего. Так как многие из них проживают в сельской местности, где нет базовых условий, то их планируется собрать в специальном интернате. На 2012 год было собрано и потрачено на строительство и оборудование порядка 200 миллионов ланкийских рупий.